# لحن (بلاغة)
اللَّحْن (بالإنجليزية: Catachresis) تعني الاستخدام الخاطئ للألفاظ. ويُسمَّى التعسف المجازي أي إساءة استعمال المجاز واستخدام القرائن غير المناسبة.